# الكسوف (رواية)
الكسوف (باليابانية: 日蝕) رواية من تأليف الكاتب الياباني كيئتشيرو هيرانو (باليابانية: 平野啓一郎) صدرت في اليابان سنة 1998 في شهر أكتوبر.
قام هيرانو بكتابة الرواية عندما كان عمره 23 سنة وكان لا يزال يدرس في الجامعة في وقتها. الرواية حاصلة على جائزة أكوتاغاوا.

## القصة
تقع أحداث الرواية في فرنسا إبان نهاية القرن الخامس عشر.
يخرج نيقولا الراهب الكاثوليكي من باريس في رحلة للبحث عن كتب الفلاسفة القدماء, و للبحث عن استقرار نفسي و تناسق مع أفكاره و عقيدته ليلتقي في قرية نائية بخيميائي عجوز يحاول الوصول إلى حجر الحكماء المسمى «الأكسير» الذي يحول كل المعادن إلى ذهب.
بلقاء ذلك الخيميائي تنقلب أفكار الراهب الشاب رأساً على عقب، و يتسلل الشك إلى نفسه.
و من خلال تتبعه خلسة لذلك الخيميائي يقابل في كهف مريب كائناً عجيباً مقيداً بالأحجار، لا يعرف هل هو بشر أم حجر، انثى أم ذكر؟
إنها الرواية الأولى للأديب الشاب كيئيتشيرو هبرانو.

## الترجمة العربية
صدرت الترجمة العربية للرواية في سنة 2015 من نشر المركز القومي للترجمة في مصر ومن ترجمة ميسرة عبد الراضي عفيفي.